# 宝塔烷
宝塔烷（英語：Pagodane，也译为庙宇烷）分子式C20H20，因碳骨架形状与东亚宝塔类似而得名，其熔点为243摄氏度，几乎不溶于大多数有机溶剂，适度溶于苯和氯仿。